# Metro Transit (Minnesota)
Metro Transit est une société qui gère les transports en commun de l'agglomération de Minneapolis-Saint Paul (Minnesota, États-Unis). 
Avec environ 875 bus sur 130 lignes et deux  voies de métro léger (la  Ligne bleue et la Ligne verte), elle est reportée comme étant le 18e plus grand système de transports des États-Unis avec près de 200 000 voyageurs quotidiens. La société espère pour 2006 atteindre un nombre de 73,8 millions de passagers transportés, soit son plus haut niveau depuis 1984.

## Galerie

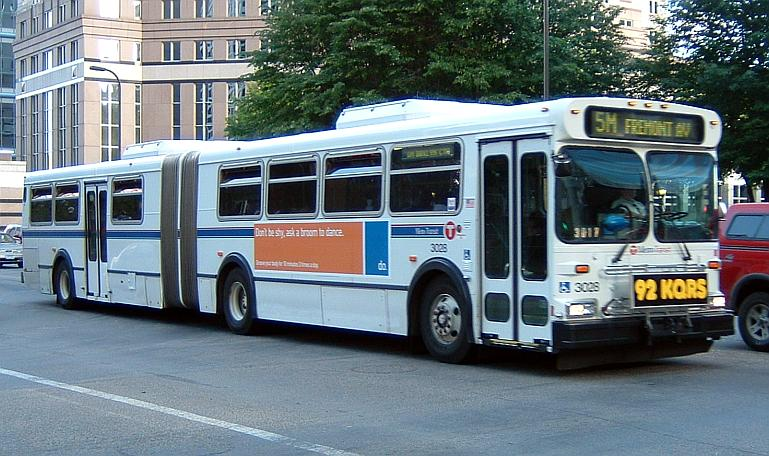
Bus articulé aux couleurs de Metro Transit
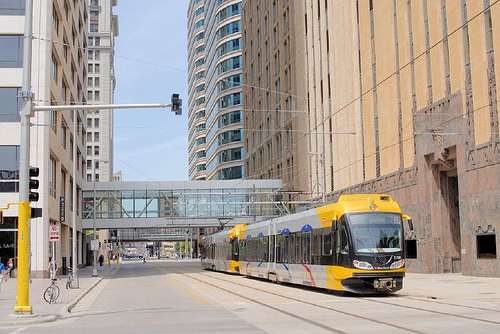
La Ligne bleue[2] (métro léger)